# Canistrelli

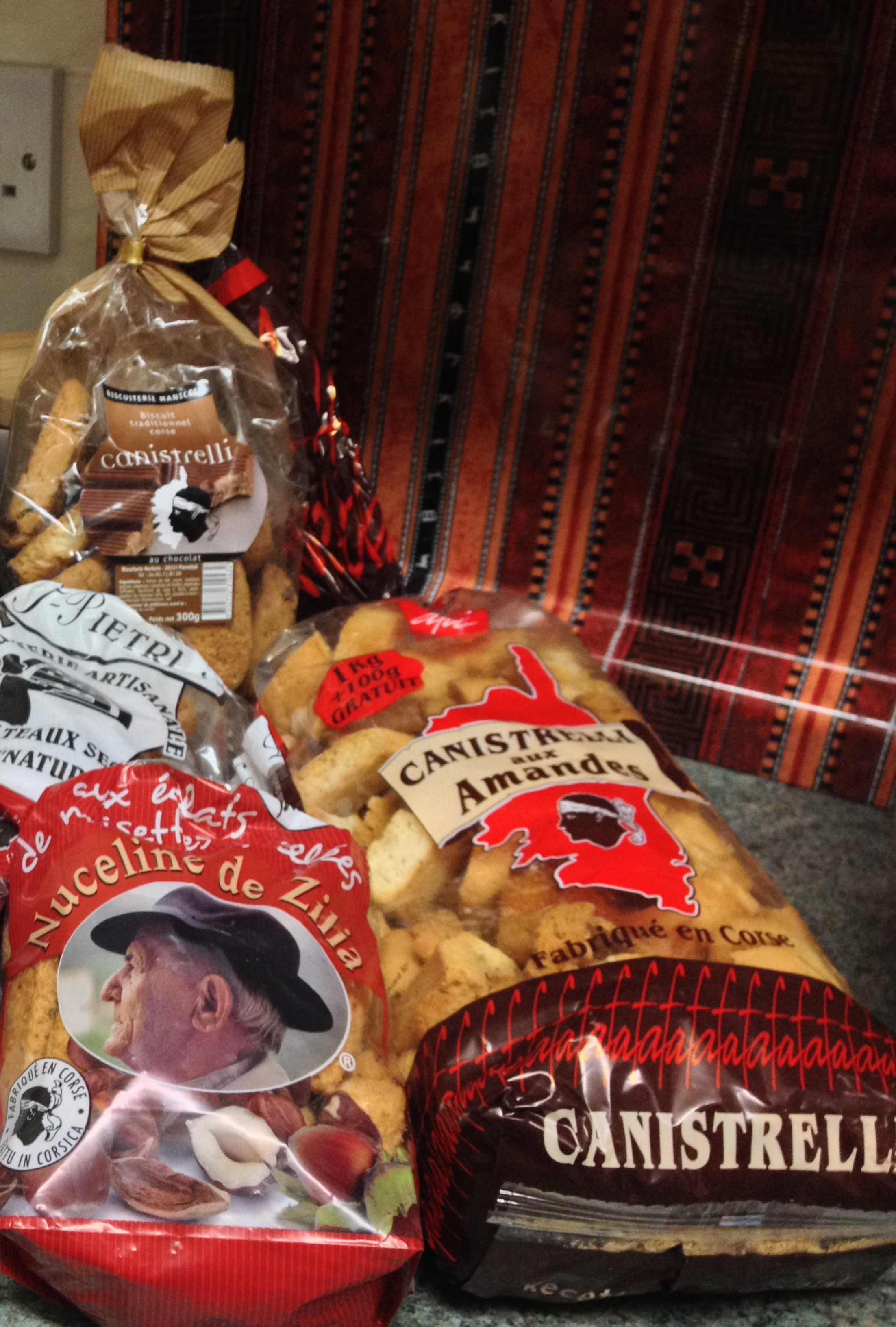
Confezioni di canistrelli corsi

I canistrelli sono un prodotto alimentare tipico della Corsica.

## Descrizione e ingredienti
Si tratta di piccoli biscotti dolci, secchi e friabili, composti da un impasto di farina di frumento, zucchero, vino bianco.
La ricetta originale prevede l'aggiunta di semi d'anice verde, recentemente è possibile trovare ricette che prevedono invece l'utilizzo di Pastis o altri liquori all'anice. 

Una variante del biscotto è il Cujuelle di Calenzana.
Nel corso degli anni sono molte le varianti utilizzate per insaporire i biscotti, come le aggiunte di nocciole, mandorle, uva passa, arachidi, scaglie di cioccolato o, addirittura, la sostituzione della farina di frumento con quella di castagne.
La denominazione e il tipo di biscotto derivano chiaramente dai canestrelli piemontesi e liguri, ma ne differiscono per la forte presenza di grappa nell'impasto.